# 권김현영
권김현영(權金炫伶, 1976년 ~ )은 여성주의 연구활동가이다. 서울국제여성영화제 집행위원이자 한국예술종합학교 객원교수를 지냈으며, 현재는 이화여자대학교 한국여성연구원 연구기획위원으로 재직중이다. 2020년 올해의 양성평등문화상 양성평등문화지원상 개인부문을 수상했다.

## 생애
여성주의 연구활동가. 성균관대학교를 졸업하고 이화여자대학교에서 여성학 석사를 취득하였다. 언니네트워크, 한국성폭력상담소, 한국여성재단, 이화여자대학교 한국여성연구원 등에서 일했다. 성공회대, 명지대, 국민대, 이화여대, 연세대, 성균관대, 홍익대 등 여러 대학에서 <여성학>, <현대사회와 여성>, <여성과 정치>, <페미니즘 정신분석>, <여성과 심리>, <예술가의 젠더연습> 등의 과목을 가르쳤다. 현재는 서울국제여성영화제 집행위원이자 한국예술종합학교 객원교수로 재직하고 있다.

## 방송
- 2020년 JTBC 《차이나는 클라스》 161회 n번방을 키운 사회, 어떻게 끝낼까?

팟캐스트
- <을들의 당나귀 귀 - 피해와 가해의 페미니즘>
- <말하는 몸 - 내가 사랑하는 담배>
- <거침없는 해장상담소 - 극단적으로 유해한 남성들로부터 우리 모두를 구하기 1>
- <거침없는 해장상담소 - 극단적으로 유해한 남성들로부터 우리 모두를 구하기 2>
- <혼밥생활자의 책장 - 백래시, 안티페미니즘 네트워크>
- <혼밥생활자의 책장 - 미투의 정치학>

## 저서
- 《다시는 그전으로 돌아가지 않을 것이다》 2019년 10월, 휴머니스트 ISBN 979-11-6080-302-0
- 《늘 그랬듯이 길을 찾아낼 것이다》 2020년 6월, 휴머니스트 ISBN 979-11-6080-329-7

### 공저
- 김현미 등, 《여성의 일찾기 세상바꾸기》, 또하나의문화, 1999
- 강준만 등, 《페니스파시즘》, 개마고원, 2001
- 소현숙, 박정애 등 《20세기 여성사건사》, 여성신문사, 2001
- 김연호 등, 《카메라를 든 여전사》, 도서출판 아이공, 2005
- 유이 등, 《여행 좋아하세요?》, 또하나의문화, 2006
- 변혜정, 한채윤 등 《10대의 섹스, 유쾌한 섹슈얼리티》, 동녘, 2010
- 권김현영 등, 《남성성과 젠더》, 자음과모음, 2011
- 권김현영 등, 《성의 정치 성의 권리》, 자음과모음, 2012
- 이미경 등, 《성폭력에 맞서다》, 한울아카데미, 2013
- 전희경 등, 《페미니스트 모먼트》, 그린비, 2016
- 권김현영, 손희정, 이민경, 박은하, 《대한민국 넷페미사》, 나무연필, 2016
- 정희진 등, 《양성평등에 반대한다》, 교양인, 2016
- 정희진 등, 《지금 여기에서의 페미니스트X민주주의》, 교유서가, 2018
- 김은실 외 8인 《더 나은 논쟁을 할 권리》 2018년 6월, 휴머니스트 ISBN 979-11-6080-135-4
- 정희진 외 3인 《미투의 정치학》 2019년 2월, 교양인 ISBN 979-11-8706-434-3
- 권김현영, A 외 23개 단체 《우리는 자격 없는 여성들과 세상을 바꾼다》 2020년 5월, 와온 ISBN 979-11-9676-742-6

### 편저
- 언니네사람들 저, 《언니네방》, 갤리온, 2006
- 언니네사람들저, 《언니네방2》, 갤리온, 2007
- 권김현영 편저, 엄기호, 준우, 정희진, 한채윤, 루인, 《한국남성을 분석하다》, 교양인, 2017
- 권김현영 편저, 참고문헌없음준비팀, 정희진, 한채윤, 루인, 《피해와 가해의 페미니즘》, 교양인, 2018

## 논문 및 학술지 기고글
- 권김현영, 〈군가산점 소동과 싸이버테러〉, 한국여성연구소, 여성과 사회 11, 2000.4
- 권김현영, 〈순정만화, 여성들의 정서적 문화동맹〉, 한국여성연구소, 여성과사회 12, 2001.3
- 권김현영, 〈차이에 대해 말하기, 기억과 치유의 정치학을 위하여: 영페미니스트가 말하는 계급과 문화정체성〉, 생각의나무, 당대비평 15, 2001.6
- 권김현영, 〈병역의무의 성별정치학〉, 생각의나무, 당대비평 19, 2002, 6
- 권인숙, 권김현영, 이경환, 이동옥 외, 〈군대내 남성간 성폭력 연구〉 , 국가인권위원회, 2004
- 권김현영, 〈성폭력 생존자 대회, ‘말하고싶다’가 ‘말하기싫다’를 이겼다〉, 월간말, 월간말 211, 2004.1
- 권김현영, 〈평화의 정치학을 위한 모성적 사유 - 남성중심적 안보개념에 대한 비판〉, 한국여성철학 7권, 2007
- 권김현영, 〈민족주의 이념논쟁과 후기 식민 남성성 – 해방전후사의 인식과 재인식을 둘러싼 논쟁을 중심으로〉, 문화과학사, 문화과학 49, 2007.3
- 김은실, 권김현영, 〈1950년대 1공화국 국가 건설기 공적영역의 형성과 젠더 정치〉, 여성학논집 제29권 1호, 2012
- Hyun-young Kwon Kim and John (Song Pae) Cho , The Korean Gay and Lesbian Movement 1993-2008: From "Identity" and "Community" to "Human Rights", South Korean Social Movements: From Democracy to Civil Society (Routledge Advances in Korean Studies), Loutledge:newyork,2012
- 권김현영, 〈박근혜 시대에 여성 정치를 논하기, 천년의시작〉, 계간 시작12(1), 2013.2
- 권김현영, 〈피해자중심주의는 여성주의적 원칙인가〉, 문학동네, 문학동네 96, 2018.가을
- 권김현영, 〈미투, 반성폭력운동의 윤리-정치적 전환〉, 문학동네, 문학동네 95, 2018.여름
- 권김현영, 〈그 남자들의 여자문제 – 한국 진보남성엘리트들의 무지와 권력〉, 황해문화, 2018 겨울, 101호
- 권김현영, 〈불평등 감각의 젠더차이-성차별현실에 대한 부정과 인정〉, 창작과비평, 2019년 가을 195호

## 좌담
- "개헌문제, 어떻게 할 것인가", 사회 백승헌 변호사, 대담자 권김현영(연구위원), 이인영(국회의원), 정두언(전 국회의원), 창작과 비평, 2018년 봄호
- "누가 여성인가 - 박근혜시대의 여성주의 정치", 사회 황정아, 대담자 권미혁(여성연합) 권김현영(연구자) 이유진(기자)
- "영화계내 성폭력 다섯번째 대담-여성학자와 활동가", 씨네 21, 2016/12/7, <>
- "미투운동 이후 1년, 연극은 달라졌는가", 연극인 웹진, 2019/6/12 <>

## 인터뷰
- 권김현영 "미투 피해자들의 폭로, 경이롭지만 두렵다" [미투가 흔든 세상③] 여성학자 권김현영 "남녀 관계, 서사 바뀌어야 할 부분 많다"[1]
- '입법 미비’ 이유로 비겁하게 숨은 법원…1심은 안희정 아닌 김지은 재판이었다[2]